# 127 Johanna
127 Johanna је астероид главног астероидног појаса чија средња удаљеност од Сунца износи 2,754 астрономских јединица (АЈ).
Апсолутна магнитуда астероида је 8,3 а геометријски албедо 0,172.